# Ezri Dax
Ezri Dax a Star Trek: Deep Space Nine című tudományos-fantasztikus sorozat egyik főszereplője. Megszemélyesítője: Nicole de Boer. Ezri egy egyesített trill, a Dax szimbionta kilencedik gazdateste. Ő volt a Deep Space Nine és a USS Defiant tanácsadója. Nem sokkal az előző gazdatest, Jadzia halála után kapta meg a szimbiontát.

## Élete

### Családja és múltja
New Sydney-ben született Ezri Tigan néven. Ezri édesanyja, Yanas, a  hatodik legjobb bányászati céget vezeti. A nő szerette volna, ha lánya továbbviszi a családi vállalkozást, ám Ezri álma mindig is az volt, hogy beléphessen a Csillagflottába, ami meg is történt. Elhagyta családját és a Csillagflotta Akadémián kezdet tanulni, hogy tanácsadó lehessen belőle. Apja neve sosem került említésre, de azt tudjuk, hogy Ezrivel közel álltak egymáshoz, és nagyon hiányzik neki. A családjában ő a középső gyermek, van egy öccse, Norvo (aki általában Zee-nek becézi) és van egy bátyja is, Janal.

### Egyesülés a Dax szimbiontával
2375-ben zászlós rangban szolgált tanácsadó asszisztensként a USS Destiny-n. Dax gazdatestét, Jadziát Gul Dukat támadta meg egy pah-démon irányítása alatt, súlyost sérülést okozva neki. A parancsnokhelyettest már nem tudták megmenteni, így a szimbiontát eltávolították, és a USS Destiny fedélzetén szállítottak a Trillre. Daxnak heteken belül új gazdatestet kellett találni, különben meghalt volna. A hajón az egyik Alapító felvette Ezri szerelme, Brinner Finok alakját, és a zászlós képében megpróbálta ellopni a Dax szimbiontát. 
Ezri volt az első, aki észrevette, hogy valami nem stimmel. Nem sokkal az alakváltó elfogása után a Destinyt jem'hadar hajók támadták meg. Dax állapota romlani kezdett, így azonnal egyesülnie kellett. Ezri sosem vágyott az egyesülésre, de mivel Finok zászlóst még nem találták meg,így ő volt az egyetlen trill a hajón. Ezri vállalta, hogy egyesül Daxszal, így ő lett a szimbionta kilencedik gazdateste. Brinner Finok zászlóst végül megtalálták egy orvosi ellátó szekrényben, de Ezri egyesülése után nem folytatták kapcsolatukat, mivel Ezri szerint a fiú túlságosan hasonlított Dax egy korábbi gazdatestének fiára, és így kellemetlenül érezte volna magát.

## A Deep Space Nine fedélzetén
Mivel nem készült fel az egyesülésre, Ezri nagyon nehezen birkózott meg a szimbiontában hordozott rengeteg emlékkel és érzéssel, így a Földön felkereste élete egyik állandó személyét, két korábbi gazdateste, Curzon és Jadzia Dax legjobb barátját, Benjamin Siskot. A kapitány kíséretében "visszatért" a Deep Space Nine-ra. Ekkor azt tapasztalta, hogy régi kollégái még mindig gyászolják Jadziát, így kész volt visszatérni a Destinyre, hogy ne nehezítse meg régi "ismerőseinek" a helyzetet, de végül Sisko kapitány felkérte, hogy maradjon. Ettől fogva hadnagyi rangban töltötte be az állomás tanácsadói posztját egészen a Domínium-háború végéig.
Első feladat az volt, hogy segítsen Garaknak úrrá lenni a férfi klausztrofóbiáján, ám először ez nem sikerült, így a frissen kinevezett tanácsadó elbizonytalanodott, és úgy érezte elbukott, ezért le akart mondani az előléptetésről. Ezen elhatározása azonban hamar megváltozott, mikor sikerült diagnosztizálnia Garak problémájának gyökerét, így továbbra is az állomáson maradt.
Bár Jadzia legtöbb ismerőse hamar elfogadta az új Daxot, az előző gazdatest özvegyével, Worffal nem indult túl jól a kapcsolatuk. Kezdetben a klingon egyáltalán nem akart kapcsolatba lépni vele, mert úgy gondolta, hogy jelenléte sérti felesége emlékét, viszont rá kellett jönnie, hogy inkább a viselkedése volt sértő, így egymáshoz való viszonyuk rendeződött, és lassacskán barátokká váltak. (DS9 "Emlékkép")
Közvetlenül a háború vége előtt romantikus kapcsolatba bonyolódott Dr. Julian Bashirrel, akinek elképzelhető, hogy voltak még érzései az előző gazdatesthez, Jadziához.

## Dax a könyvuniverzumban
Ezri Dax több, a Star Trek univerzumában alkotott könyvben is feltűnik. A könyvuniverzum szerint 2380-ban előléptették parancsnokhelyettessé, és kinevezték a USS Aventine csillaghajó másodtisztjévé.
2381-ben, miközben az Aventine a Borg-háború alatt az Acamar rendszert védte, a hajó kapitánya és első tisztje életét vesztette, így mint a legmagasabb rangú életben maradt tiszt, Ezri lett a hajó ideiglenes kapitánya. Egy héttel később a Csillagflotta Parancsnokság kapitányi rangra terjesztette Daxot és kinevezték az Aventine állandó kapitányává.